# آتلانتا (مجله)
آتلانتا (انگلیسی: Atlanta) یک ماهنامه با موضوعات عمومی است که در آتلانتا، جورجیا مستقر است و متعلق به گروه رسانه‌ای هور (Hour Media Group, LLC) است. کارکنان آن نویسندگان برجسته‌ای مانند هالیس گیلسپی، آن ریورز سیدونز و ویلیام دیل را به کار گرفته‌اند و شامل مقالاتی از پت کانروی، ربکا برنز، تری کی و ملیسا فی گرین نیز می‌شود. این مجله عضو انجمن مجلات شهری و منطقه‌ای (CRMA) است. آتلانتا همچنین مجله مسافرتی Southbound را منتشر می‌کند.